# Deux maisons situées 15 rue Karađorđeva à Knjaževac
Les deux maisons situées 15 rue Karađorđeva à Knjaževac (en serbe cyrillique : Две куће у Ул. Карађорђевој 15 у Књажевцу ; en serbe latin : Dve kuće u Ul. Karađorđevoj 15 u Knjaževcu) se trouvent à Knjaževac, dans le district de Zaječar, en Serbie. Elles sont inscrites sur la liste des monuments culturels protégés de la république de Serbie (identifiant no SK 774),.

## Présentation
La maison, en tant que résidence familiale double, a été construite en 1906 pour la famille Sibinović, qui, à l'époque était propriétaire de mine Dobra sreća à Vina ; elle abrite aujourd'hui le musée municipal de Knjaževac.

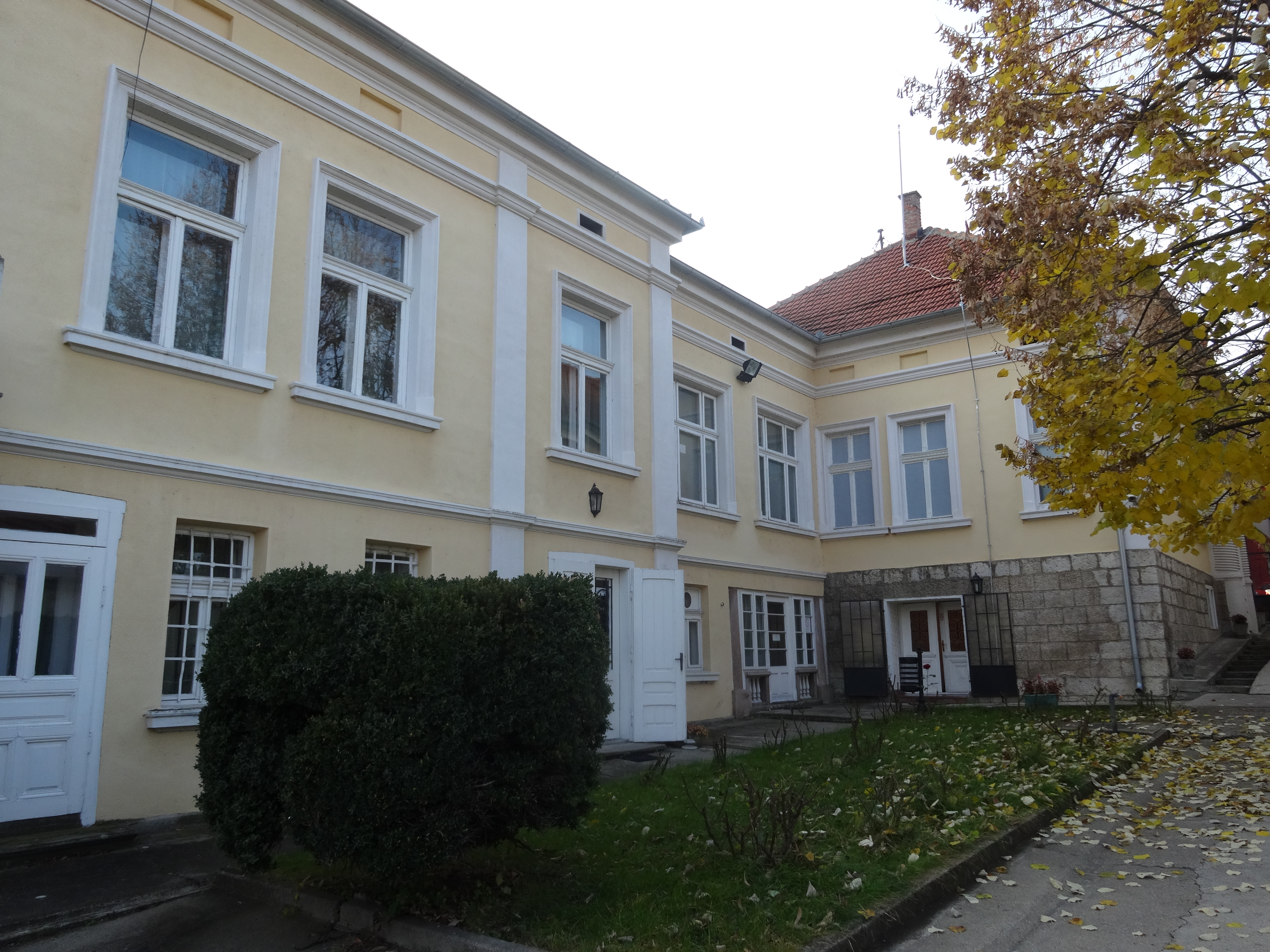
Détail d'une des deux maisons.